# Yakup Şevki Subaşı

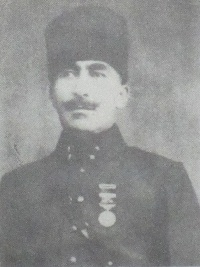
Yakub Chevki Pacha

Yakub Chevki Pacha devenu sous la République de Turquie Yakup Şevki Subaşı, né en 1876 à Harpout, mort le 20 décembre 1939 à Istanbul, est un militaire de l'Armée ottomane puis des Forces armées turques. Pacha est un titre de fonction.

## Carrière militaire sous l'Empire ottoman

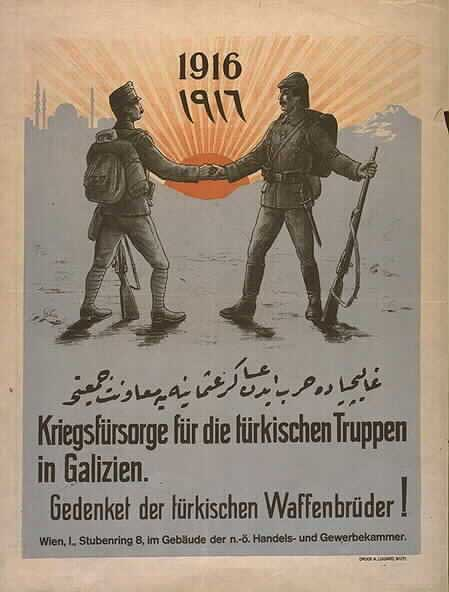
Affiche de propagande de l'alliance austro-ottomane en Galicie, 1917

Yakub Chevki naît en 1876 à Harput dans le vilayet de Mamouret-ul-Aziz (est de l'Anatolie). Il étudie au lycée militaire d'Erzurum puis à l'École militaire ottomane à Constantinople. Il participe aux guerres balkaniques (1912-1913) et sert comme officier d'artillerie à la
seconde bataille de Tchataldja (février 1913). Le 14 mars 1914, il est nommé commandant d'une forteresse sur le Bosphore.
Pendant la Première Guerre mondiale en Orient, il prend part à la bataille des Dardanelles. Le 15 octobre 1915, il est nommé commandant adjoint du IIIe corps d'armée (en). Le 21 octobre 1915, il devient commandant du XVe corps. Le 18 mars 1916, ce corps est envoyé en Galicie pour soutenir les armées austro-hongroise et allemande, alliées des Ottomans, et affronte l'armée russe lors de l'offensive Broussilov. Le 5 octobre 1916, Yakub Chevki est promu au grade de mirliva (major-général) et pacha.
Le 18 novembre 1916, il est affecté à la 3e armée sur le front du Caucase, en tant que chef du IIe corps caucasien (en). Le 11 octobre 1917, il devient commandant adjoint de l'armée. Il dirige la reprise de Kars. Après la défaite de Vehib Pacha contre les Arméniens à la bataille de Sardarapat (24-26 mai 1918), Yakub Chevki lui succède le 8 juin 1918 comme chef de la 9e armée (en). Malgré les ambitions rivales de l'Allemagne, il appuie l'offensive de l'Armée islamique du Caucase en direction de l'Azerbaïdjan où elle remporte la bataille de Bakou (juin-septembre 1918). Il conserve son commandement après l'armistice de Moudros jusqu'au 3 avril 1919.

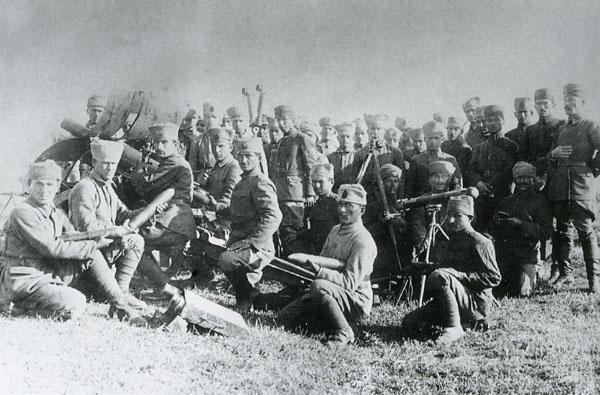
Artilleurs turcs avant la bataille de Dumlupınar, août 1922.

## Carrière en Turquie
Pendant la guerre d'indépendance turque, Yakub Chevki devient suspect aux Britanniques qui l'arrêtent à Constantinople le 16 mars 1920 et l'internent à Malte à partir du 13 juillet 1920 avec d'autres officiers turcs, les exilés de Malte.
Après la victoire des nationalistes turcs de Mustafa Kemal à la bataille de la Sakarya (14 août-13 septembre 1921), Yakub Chevki est libéré à la faveur d'un échange de prisonniers. Il participe à la bataille de Dumlupınar (26-30 août 1922) qui met fin victorieusement à la guerre gréco-turque et rétablit l'indépendance de la Turquie.
Après la guerre d'indépendance turque, il continue sa vie militaire. Le 20 avril 1924, il est nommé membre du Conseil militaire supérieur (en) (Yüksek Askerî Şûra) où il reste jusqu'à sa mort le 20 décembre 1939.
Son corps est transféré au Cimetière national (en) (Devlet Mezarlığı) en 1988.

## Sources et bibliographie
- (en) Cet article est partiellement ou en totalité issu de l’article de Wikipédia en anglais intitulé « Yakup Şevki Subaşı » (voir la liste des auteurs) dans sa version du 7 avril 2017.

- (tr) Cet article est partiellement ou en totalité issu de l’article de Wikipédia en turc intitulé « Yakup Şevki Subaşı » (voir la liste des auteurs) dans sa version du 15 avril 2017.